# Raorchestes sanctisilvaticus
Raorchestes sanctisilvaticus là một loài ếch trong họ Rhacophoridae. Chúng là loài đặc hữu của Ấn Độ.